# Ronde van Italië 2025/Vierde etappe
De vierde etappe van de Ronde van Italië 2025 vond plaats op 13 mei. De etappe eindigde in een sprint die werd gewonnen door de Nederlander Casper van Uden, voor zijn landgenoten Olav Kooij en Maikel Zijlaard. Het was voor het eerst sinds de achtste etappe van de Ronde van Frankrijk in 2002 dat een podium in een Grote Ronde volledig uit Nederlanders bestond.

## Parcours
Na de rustdag, waarin het peloton van Albanië naar Italië reisde, startte de vierde etappe in Alberobello voor het eerst op Italiaans grondgebied. Vanuit de start, gelegen op meer dan 400 meter boven zeeniveau, werd er afgedaald naar de tussensprint in Polignano a Mare. In die afdaling zat nog een kleine klim van de vierde categorie, in Putignano. Na de eerste tussensprint was het parcours grotendeels vlak, op de beklimming naar de Red Bull kilometer in Ostuni na. Op zo'n vijftig kilometer voor de finish lag de laatste tussensprint van de dag, in San Pancrazio Salentino. De finish lag na een plaatselijke ronde in Lecce.

## Koersverloop
De eerste aanval van de dag was van de Spanjaard Francisco Muñoz, hij reed een aantal kilometer solo voor het peloton uit. Achter hem reed de Belg Sylvain Moniquet weg uit het peloton op zoek naar de vluchter. Muñoz kwam als eerste over de streep in de tussensprint gevolgd door Moniquet en Lorenzo Fortunato. Sylvain Moniquet wordt hierna weer gegrepen door het peloton. In Polignano a Mare kaapte de eenzame vluchter weer de punten weg, daarachter kwamen Jensen Plowright en Olav Kooij.
Op 126 kilometer van de streep is er een zware val in het peloton en stapte Nickolas Zukowsky uit de wedstrijd met een gebroken sleutelbeen. Muñoz kwam ook als eerste voorbij de Red Bull kilometer terwijl in het peloton Isaac del Toro de bonusseconde wegkaapt. Hierna volgde een aanval van Damiano Caruso maar geraakte nooit echt weg. Voor de sprint in San Pancrazio Salentino werd Muñoz weer gegrepen. De sprintpunten werden gewonnen door Olav Kooij voor Mads Pedersen. In de massasprint die volgde won Casper van Uden voor Kooij en Maikel Zijlaard wat zorgde voor een volledig Nederlands podium.

## Uitslagen
| Alberobello – Lecce (189 km) |                   |                               |          |
| Plaats                       | Naam              | Ploeg                         | tijd     |
| Winnaar                      | Casper van Uden   | Picnic PostNL                 | 4u02'21" |
| 2                            | Olav Kooij        | Visma \| Lease a Bike         | z.t.     |
| 3                            | Maikel Zijlaard   | Tudor                         | z.t.     |
| 4                            | Mads Pedersen     | Lidl-Trek                     | z.t.     |
| 5                            | Kaden Groves      | Alpecin-Deceuninck            | z.t.     |
| 6                            | Sam Bennett       | Decathlon AG2R La Mondiale    | z.t.     |
| 7                            | Paul Magnier      | Soudal Quick-Step             | z.t.     |
| 8                            | Ben Turner        | INEOS Grenadiers              | z.t.     |
| 9                            | Matteo Moschetti  | Q36.5                         | z.t.     |
| 10                           | Enrico Zanoncello | VF Group-Bardiani CSF-Faizanè | z.t.     |
|                              |                   |                               |          |
| 11                           | Milan Fretin      | Cofidis                       | z.t.     |

| Algemeen klassement |                   |                         |           |
| Plaats              | Naam              | Ploeg                   | Tijd      |
| Roze trui           | Mads Pedersen     | Lidl-Trek               | 11u44'31" |
| 2                   | Primož Roglič     | Red Bull-BORA-hansgrohe | + 7"      |
| 3                   | Mathias Vacek     | Lidl-Trek               | + 14"     |
| 4                   | Brandon McNulty   | UAE Team Emirates-XRG   | + 21"     |
| 5                   | Isaac del Toro    | UAE Team Emirates-XRG   | + 22"     |
| 6                   | Juan Ayuso        | UAE Team Emirates-XRG   | + 25"     |
| 7                   | Max Poole         | Picnic PostNL           | + 33"     |
| 8                   | Antonio Tiberi    | Bahrain Victorious      | + 34"     |
| 9                   | Michael Storer    | Tudor                   | + 36"     |
| 10                  | Giulio Pellizzari | Red Bull-BORA-hansgrohe | + 40"     |
|                     |                   |                         |           |
| 37                  | Thymen Arensman   | INEOS Grenadiers        | + 2'05"   |
| 69                  | Quinten Hermans   | Alpecin-Deceuninck      | + 5'12"   |

## Uitvallers
- Nickolas Zukowsky (Q36.5 Pro Cycling Team): De Canadese debutant in een Grote Ronde was op zo'n 125 kilometer van de finish betrokken bij een valpartij. Hij brak zijn sleutelbeen en kon niet verder.[4]

1e etappe ·
2e etappe ·
3e etappe ·
4e etappe ·
5e etappe ·
6e etappe ·
7e etappe ·
8e etappe ·
9e etappe ·
10e etappe ·
11e etappe ·
12e etappe ·
13e etappe ·
14e etappe ·
15e etappe ·
16e etappe ·
17e etappe ·
18e etappe ·
19e etappe ·
20e etappe ·
21e etappe
Startlijst · Eindstanden · Afbeeldingen